# Смбат VIII Багратуні
Смбат VIII Сповідник (вірм. Սմբատ Ը Բագրատունի; д/н —862) — 3-й ішханац ішхан (князь князів) у 852—855 роках.

## Життєпис
Другий син ішханац ішхана Ашота IV. Після смерті 826 року батька розділив з братом Багратом родинні землі, отримавши Багаран і долину річки Аракс. Також Смбата було призначено спарапетом. Але він вимушений був тривалий час перебувати в Багдаді як заручник.
Десь наприкінці 830-х років повернувся до Вірменії, де невдовзі вступив у суперництво з братом, невдоволений поміркованістю того щодо арабського гноблення. У 841 році Баграт II змусив вірменських єпископів скинути католикоса Іване IV, але того було відновлено за підтримки Смбата VIII. Останній 841 року очолив повстання проти вірменського еміра Халіда ібн Язіда, що дозволило відкликати того. 842 року антиарабський рух очолив Баграт II, що дозволило звільнити Вірменію від данини.
У 849 році спільно з братом і Ашотом Арцруні очолив повстання проти Багдадського халіфату. Після перших успіхів у 851 року вірменські землі стикнулися з потужною навалою на чолі із Юсуфом ібнн Абу-Саїдом, який підступом захопив Баграта II. Втім Смбат продовжив спротив, захопивши і стративши юсуфа 852 року. Тоді ж на зборах ішханів і нахарарів був оголошений ішханац ішханом, що не було визнано халіфом Аль-Мутеваккілем.
853 року поновив союз з Ісхаком ібн Ісмаїлом, еміром Тефелісі. У відповідь на Кавказ вдерлося потужне військо на чолі із Бугою ібн Кабіром. Втім невдовзі підкорився останньому. Брав участь в облозі Тбілісі, походах проти Абхазії і Кахетії. 855 року раптово арештований і відправлений до Самарри (тодішньої резиденції халіфа). За відмову прийняти іслам його було страчено. За це Смбат Багратуні отримав своє прізвисько. Власні його володіння спадкував син Ашот V.

## Родина
Дружина — ріпсіме Арцруні
Діти:
- Ашот (820—890). 1-й цар Вірменії
- Смбат
- Шапух
- Мушел (д/н—після 885), ішхан Мокка
- Абас, спарапет
- донька, дружина Баграта І Багратіда, ерісмтавара Іберії
- донька, дружина Гуарама V, еріставі Джавахетії